# マンナン 1,2-(1,3)-α-マンノシダーゼ
マンナン 1,2-(1,3)-α-マンノシダーゼ(Mannan 1,2-(1,3)-alpha-mannosidase, EC 3.2.1.77は、系統名を(1->2)-(1->3)-α-D-マンナン マンノヒドロラーゼ(
(1->2)-(1->3)-alpha-D-mannan mannohydrolase)という酵素である。以下の化学反応を触媒する。
酵母マンナンの(1->2)-及び(1->3)-結合を加水分解し、マンノースを遊離する。
酵母マンナンへの作用の後、1,6-α-D-マンナン骨格が残る。